# SNC Demo-1
SNC Demo-1, також відомий як Dream Chaser Demo-1 — перший тестовий політ космічного корабля Dream Chaser компанії Sierra Nevada до МКС в рамках програми НАСА з комерційних послуг постачання. Демонстраційна місія запланована на 3 квартал 2025 ріку за допомогою ракети-носія компанії ULA Вулкан Центавр. Компанія Sierra Nevada Corporation розроблює новий багаторазовай космічний корабель для забезпечення МКС послугами з доставки комерційних вантажів. В рамках програми Комерційні послуги орбітальних перевезень (НАСА) Sierra Nevada спроектувало корабель Dream Chaser разом з компанією Lockheed Martin. Космічний корабель матиме вантажний модуль Shooting Star — на якому розміщені сонячні панелі. В кінці місії корабель ввійде в атмосферу та здійснить посадку на майданчику для посадки шатлів Космічного центру Кеннеді.